# رونزدن
رونزدن (به انگلیسی: Ravensden) یک روستا و محله مدنی در بریتانیا است که در Bedford واقع شده‌است. رونزدن ۱٬۹۶۱ نفر جمعیت دارد.